# Глинськ (Хмільницький район)
Глинськ — село в Україні, у Калинівській міській громаді Хмільницького району Вінницької області. Населення становить 1471 особа.

## Географія
Село Глинськ розташоване на березі  річки Постолова — ліва притока Південного Бугу. Ґрунт чорноземний, з домішком піску.

## Історія
|  | Князь Юрій Друцький-Гірський та його дружина, Богдана Філонівна Кмітянка-Чорнобильська, у 1603 році за 100000 флориніа продали Острозькому Пиків, Глинсько, Жуків, Шепіївку, Кривошиїнці тощо |

.
З матеріалів книги «Труды Подольского епархиального историко-статистического комитета» за 1901 рік:

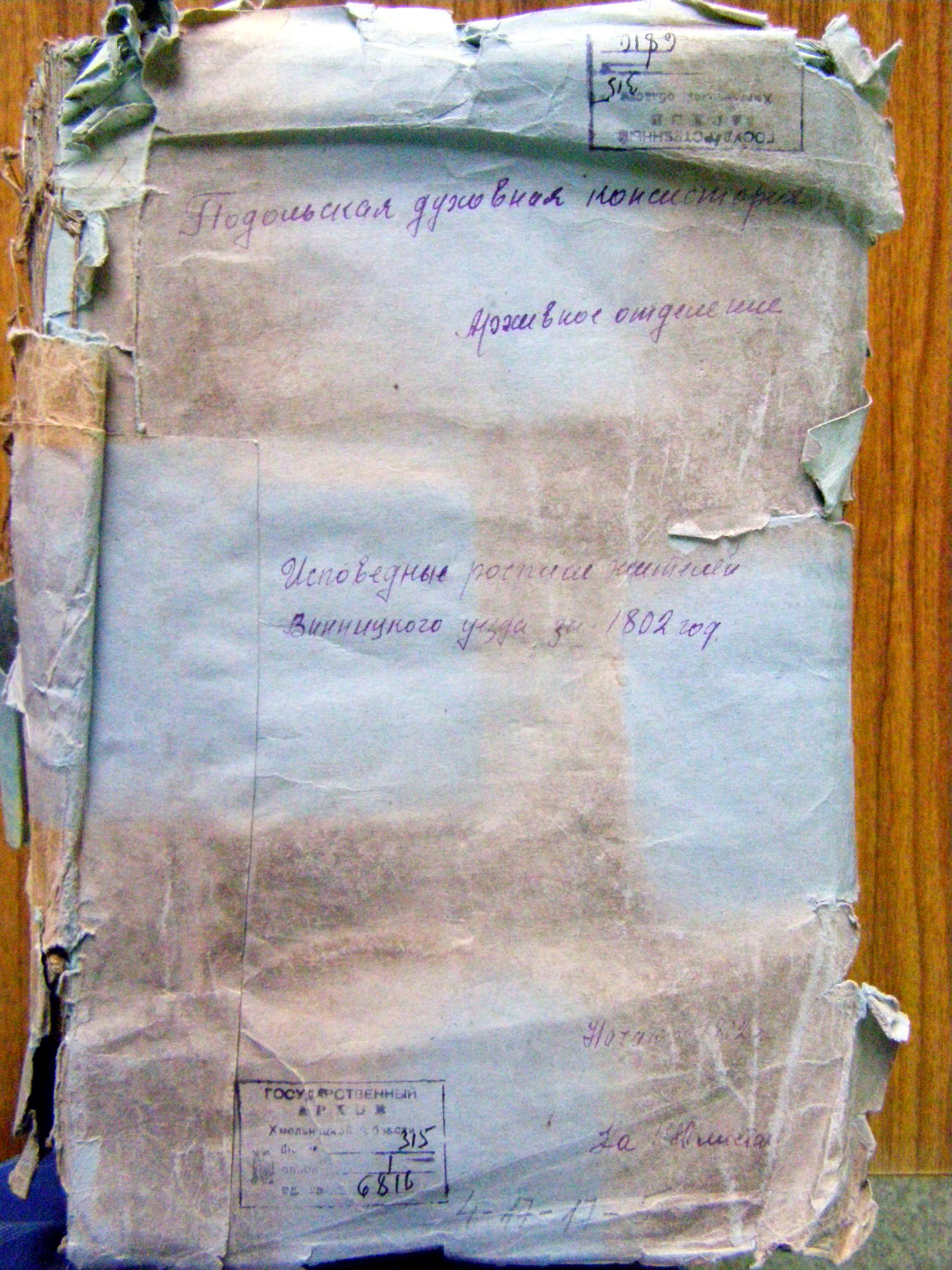
Сповідальна книга, 1802 рік, стор. 1

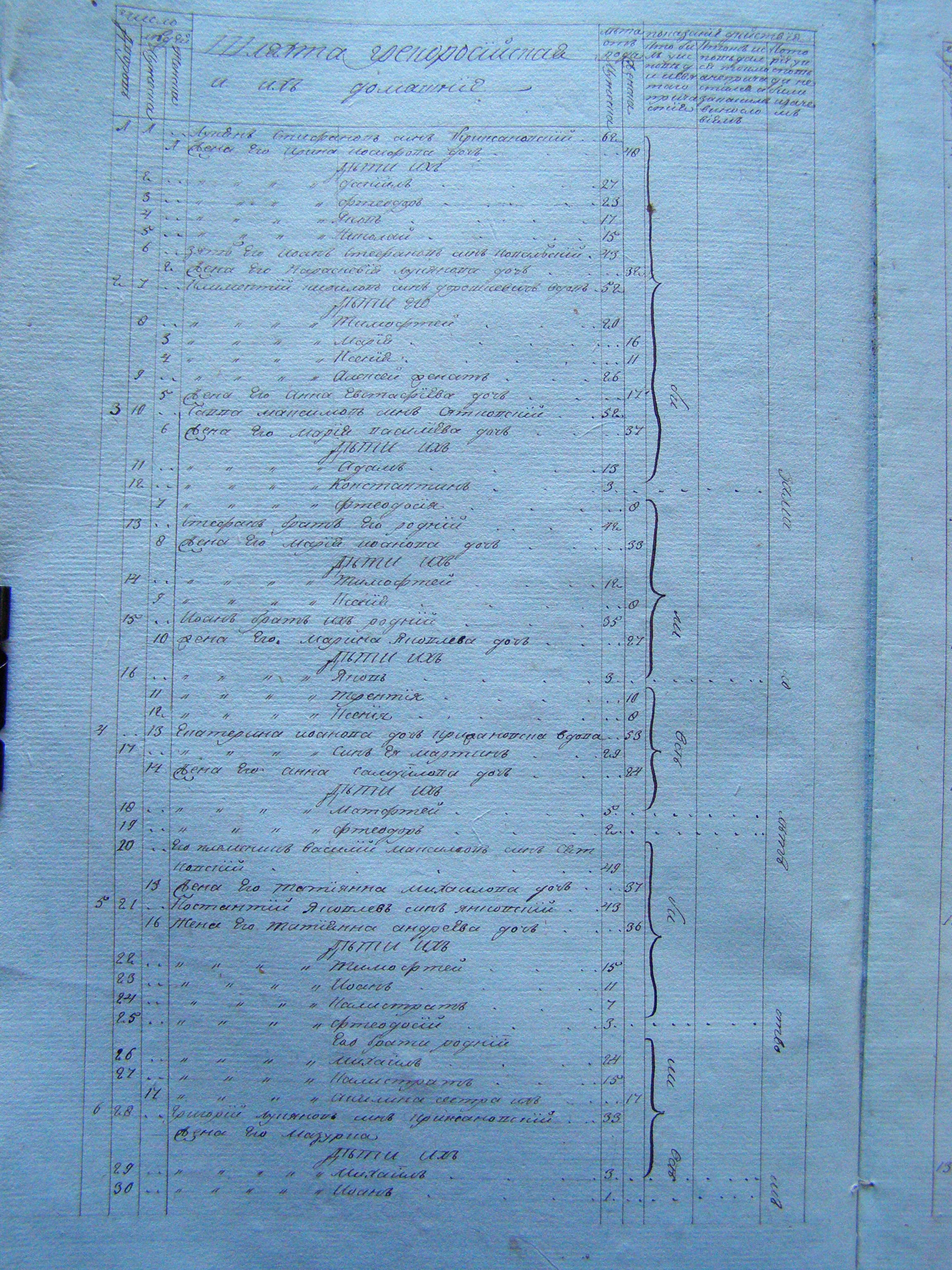
Сповідальна книга, 1802 рік, стор. 2

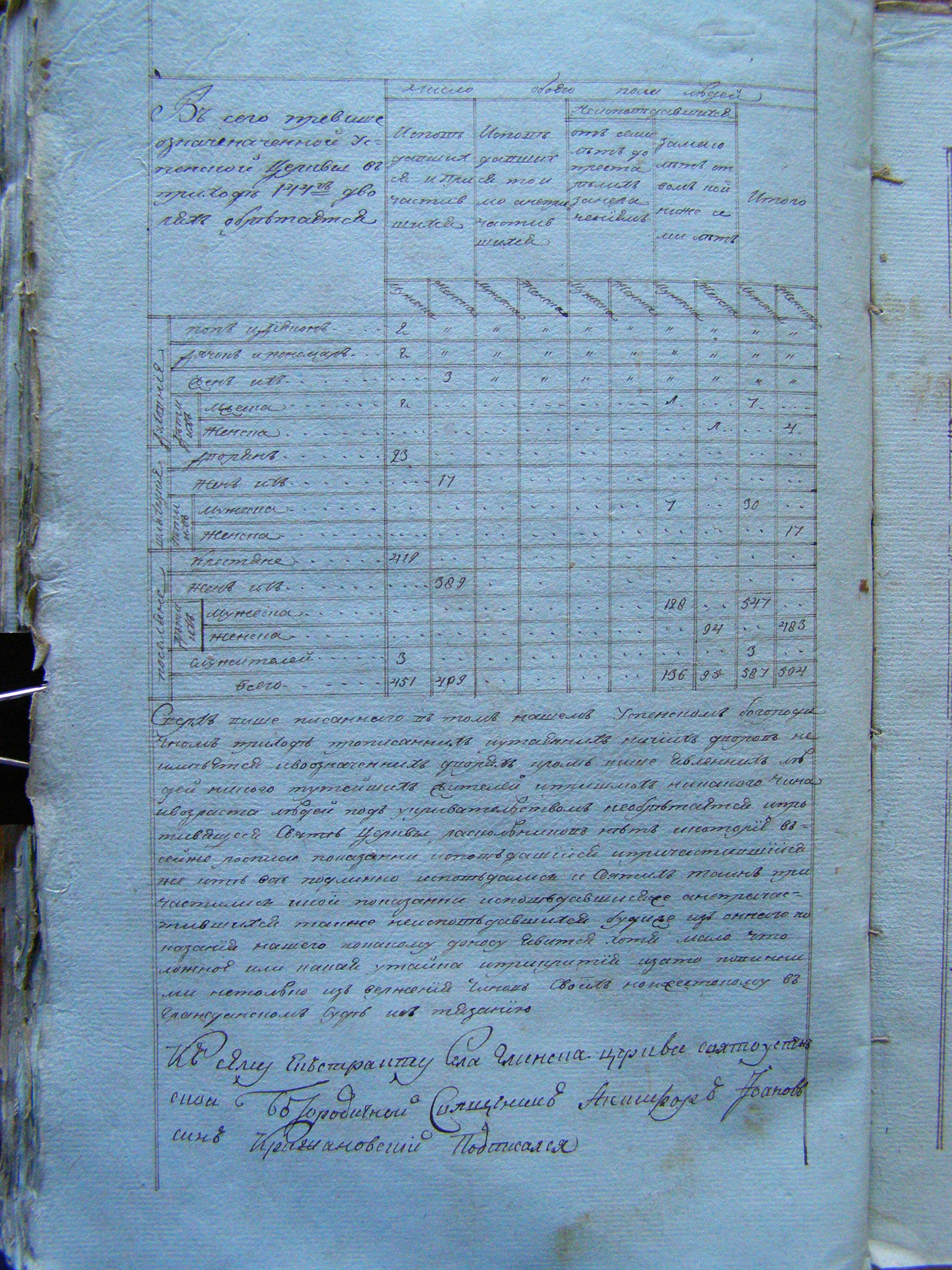
Сповідальна книга, 1802 рік, остання сторінка

На околиці селища знаходиться урочище з великим насипом: там колись височів палац, що належав князям Глинським. 
З часу заснування у 1445 році, і до 1793 року село Глинськ адміністративно належало до Подільського воєводства (лат. Palatinatus Podoliae, пол. Województwo podolskie) — адміністративно-територіальної одиниці Річі Посполитої.
Після розділу Речі Посполитої у 1793 році між Австро-Угорщиною, Росією та Прусією, село Глинськ адміністративно належало до Російської імперії, Подільської губернії, Вінницького повіту, Кутищанської волості.
У сповідальній відомості від 1802 року, яка зберігається в Державному архіві Хмельницької області (фонд 315, опис 1, справа 6816), у 1802 році, у Свято-Успенській церкві села Глинськ сповідались 860 осіб, з них:
- 9 осіб — священослужителі та члени їх сімей (1 % населення);
- 40 осіб — шляхта грекоруської віри та члени їх сімей (4,6 % населення);
- 808 осіб посполиті (селяни) та члени їх сімей (93,9 % населення);
- 3 особи — військові (солдати).

У 1898 році населення приходу становило 242 однодворців і міщан, з них 2047 селян обох статей. Всі парафіяни — малороси, православні, і займаються переважно хліборобством. З часу існування парафії в ній було два дерев'яні храми: один на честь Успіння Божої Матері, інший — на честь святого великомученика Дмитра. Коли останній занепав і був зруйнований, на його місці споруджена невелика капличка; коли ж і ця занепала, то на місці колишнього престолу поставлений дерев'яний хрест, а садиба зайнята селянами, які користуючись землею, платять поміщику Милорадовичу. В середині XIX століття занепав і Успенський дерев'яний храм, тому був розібраний і на його місці у 1852 році був споруджений новий Успенський храм, що коштував парафіянам близько 20000 рублів. Церковної землі: садиба 3 десятин, орної — 46 десятин, сінокіс — 21 десятина, і болотистої — 2 десятини. Приміщення старі, крім будинку псаломщика, побудованого у 1890 році. У Глинську було однокласне училище, яке на той час було нижчим закладом Міністерства народної просвіти Російської імперії. Законоучитель — парафіяльний священник Іван Матвійович Глуговський. Крім того була церковна школа для дівчаток з 1897 року.
Під час організованого радянською владою Голодомору 1932—1933 років померло щонайменше 262 жителі села.
12 червня 2020 року, відповідно до розпорядження Кабінету Міністрів України № 707-р «Про визначення адміністративних центрів та затвердження територій територіальних громад Вінницької області», село увійшло до складу Калинівської міської громади.
19 липня 2020 року, в результаті адміністративно-територіальної реформи та ліквідації Калинівського району, село увійшло до складу новоутвореного Хмільницького району.